# SK Berlare
Ne pas confondre avec le KFC Rita Berlaar, un ancien club disparu, qui jouait dans la ville de Berlaar, en province d'Anvers.
Maillots
Dernière mise à jour : 29 juin 2017.
Le Sportkring Berlare est un club de football belge situé à Berlare dans la province de Flandre-Orientale. Il porte le matricule 7850, et ses couleurs sont le rouge et le blanc. Il évolue en première provinciale lors de la saison 2017-2018. Au cours de son histoire, le club a disputé 9 saisons dans les divisions nationales.

## Histoire
Un premier club de football est fondé à Berlare au milieu des années 1930, le Berlare Hoger Op. Il rejoint d'abord la « Vlaams Katholiek Sportverbond ». Il s'affilie à l'URBSFA en 1944 sous le nom de Football Club Berlare, et reçoit le matricule 3878. Le club est versé au plus bas niveau provincial, mais connaît une ascension rapide vers la première provinciale, sans toutefois parvenir à faire le saut vers les séries nationales.
Durant les années 1960, le FC Berlare crée plusieurs équipes de jeunes, et remporte notamment le championnat provincial de la catégorie « Cadets ». À la fin de la décennie, plusieurs responsables des équipes d'âge s'associent avec des membres d'un club de volley local, le VC Thunderballs Berlare, pour organiser une tombola. Ils effectuent à ce titre du porte-à-porte pour vendre des billets, contre la volonté du président du club de football qui réclame l'argent récolté. Les joueurs refusant de répondre à cette demande sont suspendus par le club pour une durée indéterminée. Ceux-ci décident alors de quitter le FC Berlare, et fondent un nouveau club, le Sportkring Berlare. Cette nouvelle entité s'affilie à la « Katholiek Sportverbond », et choisit les couleurs rouge et blanc, le rouge étant un signe de protestation contre la direction du FC Berlare.
Après deux ans, des contacts sont renoués entre les deux clubs afin de « libérer » les joueurs suspendus pour qu'ils puissent jouer dans les championnats de l'URBSFA. Entretemps, le FC Berlare a été exproprié de son terrain et déménagé vers Overmere. Il fusionne en 1972 avec le SK Overmere et devient le FC SK Overmere. Durant l'été de la même année, les points de désaccords sont aplanis, et le SK Berlare peut rejoindre l'Union Belge. Il reçoit le matricule 7850, et est versé en quatrième provinciale, le plus bas niveau du football belge.
Au fil des saisons, le club se développe et gravit les échelons provinciaux. En 2008, il rejoint pour la première fois la Promotion, le quatrième niveau national. Pour ses deux premières saisons à ce niveau, il termine en milieu de classement. La saison 2010-2011 est plus délicate pour le club, qui termine en position de barragiste. Il assure son maintien grâce à une large victoire (7-2) sur la JS Taminoise. L'année suivante, le club obtient de meilleurs résultats. Il termine à la quatrième place finale et remporte la troisième tranche, ce qui lui ouvre les portes du tour final pour la montée en Division 3. Il est éliminé au premier tour par le Wallonia Walhain.

## Personnalités

### Anciens joueurs
- Gast, ancien joueur du FC Bruges et international belge (10 sélections)
- Koen Schockaert, ancien joueur du FC Bruges

## Ancien logo

## Résultats dans les divisions nationales
Statistiques mises à jour le 30 juin 2017

### Bilan
| Niv | Divisions     | Jouées | Titres | TM Up | TM Down |
| --- | ------------- | ------ | ------ | ----- | ------- |
| I   | 1re nationale | 0      | 0      |       |         |
| II  | 2e nationale  | 0      | 0      |       |         |
| III | 3e nationale  | 0      | 0      |       |         |
| IV  | 4e nationale  | 8      | 0      | 2     | 1       |
| V   | 5e nationale  | 1      | 0      |       |         |
|     |               |        |        |       |         |
|     | TOTAUX        | 9      | 0      | 2     | 1       |

- TM Up : test-match pour départager des égalités, ou toutes formes de Barrages ou de Tour final pour une montée éventuelle.
- TM Down : test-match pour départager des égalités, ou toutes formes de Barrages ou de Tour final pour le maintien.

### Classements saison par saison
| Ordre               | Saison  | Nom du club | Niveau                         | Classement final | Remarques  |
| ------------------- | ------- | ----------- | ------------------------------ | ---------------- | ---------- |
| 1                   | 2008-09 | SK Berlare  | Promotion série B              | 10e/16           |            |
| 2                   | 2009-10 | SK Berlare  | Promotion série A              | 6e/15            |            |
| 3                   | 2010-11 | SK Berlare  | Promotion série B              | 13e/16           | Barragiste |
| 4                   | 2011-12 | SK Berlare  | Promotion série A              | 4e/16            | Tour final |
| 5                   | 2012-13 | SK Berlare  | Promotion série A              | 10e/16           |            |
| 6                   | 2013-14 | SK Berlare  | Promotion série B              | 10e/16           |            |
| 7                   | 2014-15 | SK Berlare  | Promotion série A              | 11e/16           |            |
| 8                   | 2015-16 | SK Berlare  | Promotion série A              | 5e/16            | Relégué!   |
| 9                   | 2016-17 | SK Berlare  | Division 3 Amateur VFV série A | 14e/16           | Relégué!   |
| séries provinciales |         |             |                                |                  |            |